# Żywot i myśli Zygmunta Podfilipskiego
"Żywot i myśli Zygmunta Podfilipskiego" – ironiczna i wieloznaczna powieść Józefa Weyssenhoffa (1860–1932), wydana po raz pierwszy w 1898 r. 
Utwór utrzymany w formie panegiryku na cześć tytułowego bohatera jest w rzeczywistości satyrą, odsłaniającą przywary środowiska  arystokratycznego, słabości nowoczesnej cywilizacji oraz miałkość utylitarystycznej etyki pozytywizmu.